# Грабовець-Гура
Грабовець-Гура (пол. Grabowiec-Góra) — село в Польщі, у гміні Грабовець Замойського повіту Люблінського воєводства. Населення — 529 осіб (2011).

## Історія
21-25 червня 1947 року під час операції «Вісла» польська армія виселила зі села на приєднані до Польщі північно-західні терени 8 українців. У селі залишилося 600 поляків. Ще 10 невиселених українців також підлягали депортації.
У 1975—1998 роках село належало до Замойського воєводства.

## Демографія
Демографічна структура станом на 31 березня 2011 року:
|          | Загалом | Допрацездатний вік | Працездатний вік | Постпрацездатний вік |
| -------- | ------- | ------------------ | ---------------- | -------------------- |
| Чоловіки | 247     | 41                 | 167              | 39                   |
| Жінки    | 282     | 46                 | 149              | 87                   |
| Разом    | 529     | 87                 | 316              | 126                  |